# Босаха
Боса́ха — річка в Україні, в межах Чорнухинського району Полтавської області. Ліва притока Многи (басейн Дніпра). 

## Опис
Довжина річки бл. 14 км. Долина вузька, глибока, порізана балками і ярами. Річище слабозвивисте, часто пересихає. 

## Розташування
Босаха бере початок на північ від села Бондарів. Тече спершу на південь, далі — на південний схід. Впадає до Многи біля південної околиці села Харсіки, що на захід від смт Чорнухи. 
Протікає через села: Бондарі та Харсіки.